# 1995年の映画
1995年の映画（1995ねんのえいが）では、1995年（平成7年）の映画分野の動向についてまとめる。
1994年の映画 - 1995年の映画 - 1996年の映画

## 出来事

### 世界
- 1月2日 - 1994年度米映画館の全入場券収入が54億ドルに達し、史上最高を記録[1]。
- 2月20日 - 第45回ベルリン映画祭で日本人(ユーロスペースと日本の映画投資会社NDF)がシナリオ段階から共同で企画製作した『スモーク』（ウェイン・ワン監督）が審査員特別賞受賞[1]。
- 3月22日 - ラース・フォン・トリアーとトマス・ヴィンターベアにより、「ドグマ95」が発表された[どこ?][要出典]。
- 6月5日 - 松下電器産業が保有のMCAの株式80%をカナダのシーグラムに売却、残り20%は引き続き保有[2]。
- 7月31日 - 米ウォルト・ディズニー・カンパニー、米テレビ3大ネットワークの一つABCを買収[2]。
- 9月5日 - 熊井啓監督『深い河』、第19回モントリオール映画祭でエキュメニカル（世界教会）賞受賞[2]。
- 9月19日 - 東宝ロサンゼルス事務所移転[2]。
- 9月22日 - 米タイムワーナー、米テレビ大手ネットワーク・TBS（ターナー・ブロードキャスティング・システム）を買収[2]。
- 11月13日 - 米独立系映画製作会社カロルコ・ピクチャーズ倒産[2]。
- 11月22日 - 全編コンピューター・グラフィックスで制作された初めての長編映画『トイ・ストーリー』が公開される[どこ?][要出典]。
- 12月9日 - ソニー、松下電器産業のいずれか2系統に属する日欧家電メーカー9社が映画用、コンピューター用DVDの規格を統一[2]。

### 日本
- 1月
  - 1994年度全国映画館数1758館（前年比24館増）[3]とシネコンの本格進出により、18年振りに増加[1]。入場人員1億2299万人(前年比94.1%)、興行収入1535億9000万円(前年比93.8%)[1][3]。
  - 1月1日 - 松竹系企業、衛星映画演劇放送が「衛星劇場」、京都映画が「松竹京都映画」と改称[1]。
  - 1月17日 - 阪神・淡路大震災発生[1]。多くの興行施設に甚大な被害[1]。
  - 1月26日 - 阪神・淡路大震災の義捐金（）として、映連200万円を寄附[1]。業界各団体、各社が同様の被災者支援活動を展開する[1]。
- 2月
  - 2月10日 - 阪神・淡路大震災後初の映画上映会を神戸市・板宿東宝で開催[1]。『ドラえもん のび太の海底鬼岩城』（芝山努監督）を入場無料で上映[1]。以後、被災地で同様の催しを実施[1]。
  - 2月28日 - 東宝直営劇場や東京・シャンテ商店街に設置した阪神・淡路大震災義捐募金箱でお客から預かった募金140万4550円および東宝からの義捐金300万円を日本赤十字社を通じ被災地へ寄附[1]。
- 3月
  - 3月9日 - 東宝映画は12月に公開される『ゴジラ7』のタイトルを『ゴジラVSデストロイア』に決定した事を発表[要出典]。
  - 3月13日 - 東宝『ひめゆりの塔』（神山征二郎監督）と東映『きけ、わだつみの声 Last Friends』（出目昌伸監督）、業界初の戦後50周年記念共同プロジェクトが決定[2]。共通キャッチコピー「スクリーンに平和の祈りをこめて」で予告篇を両社直営劇場で上映するなど、宣伝協力を展開[2]。
  - 3月25日 - 東京・日比谷シャンテ、TBSスタジオ跡にシャンテシネ3開場[2]。
- 4月
  - 4月9日 - 名古屋市・名宝会館60周年記念各種行事開始[2]。
  - 4月10日 - 大阪市・三番街シネマ20周年記念イベント開始[2]。
- 5月
  - 5月12日 - 東京国立近代美術館フィルムセンター新築オープン[2]。
  - 5月17日 - ダイエーとワーナー・ブラザースが共同出資でワーナー・ブラザース・スタジオ・ストア・ジャパン設立[2]。
  - 5月25日
    - 東宝代表取締役社長に石田敏彦、代表取締役会長に松岡功が就任[2]。
    - 東宝『ひめゆりの塔』・東映『きけ、わだつみの声 Last Friends』の合同試写会、丸の内東映で開催[2]。
- 6月
  - 6月1日 - 東宝、怪獣キャラクターの日本国内外の名称表記を統一[2]。
  - 6月30日 - 東京有楽町・ニュー東宝シネマ2、閉館[2]。
- 7月
  - 7月8日 - 『学校の怪談』（平山秀幸監督）公開、若年層を中心に話題を呼び大ヒット、シリーズ化される[2]。
  - 7月15日 - 『耳をすませば』（近藤喜文監督）/『On Your Mark』（宮崎駿監督）公開、大ヒット[2]。
  - 7月18日 - GAGA、米映画製作会社ニュー・ライン・シネマ全作品の日本での全権利を独占的に取得[2]。
  - 7月22日 - 新宿ジョイシネマ1開場[2]。
- 8月
  - 8月12日 - 松竹、映画ファンド作品『EAST MEETS WEST』（岡本喜八監督）公開[2]。
  - 8月29日 - 日本初のデジタル通信衛星(CS)「JCSAT-3」打ち上げ[2]。
- 9月
  - 9月5日 - 東急レクリエーション、1999年満期ユーロ円建転換社債50億円の発行を決議[2]。
  - 9月22日
    - 第8回東京国際映画祭開催(10月1日まで)[2]。フィルムマーケットは中止[2]。
    - 東宝ビデオ、東映ビデオが『ひめゆりの塔』、『きけ、わだつみの声 Last Friends』で共同キャンペーン実施を発表[2]。

  - 9月23日
    - 東京国際映画祭協賛企画、松竹創業百年記念「松竹百年映画祭」を東京東銀座・松竹セントラル3で開催[2]。
    - 『君を忘れない』は大人前売り1,000円、当日入場料金1,200円という低価格で公開したが、配給収入4.5億円と期待したほどのヒットとはならなかった[4]。

  - 9月28日 - 米デジタル衛星放送会社のディレクTVが、ディレクTVジャパン設立[2]。
- 10月
  - 10月1日
    - ヘラルド・エースが角川書店と提携し、資本金を倍額増資[2]。会長に角川歴彦、社長に原正人就任[2]。
    - 東宝映像事業部、成瀬巳喜男・小津安二郎・溝口健二・豊田四郎・今井正・谷口千吉、各巨匠監督の名作を「東宝名画館」としてレーザーディスクで発売[2]。

  - 10月10日
    - 松竹、創業百年記念事業の一環として大船撮影所に映画のテーマパーク「鎌倉シネマワールド」をオープン[2]。
    - 京都宝塚会館60周年記念イベント「シネマフェスタ 60th」開始[2]。

  - 10月24日 - 大阪・ナビオ阪急15周年[2]。10月20日からナビオ3館開場15周年記念、「シネマサンクスフェスティバル15」を開催(11月2日まで)[2]。
  - 10月25日 - 阪神・淡路大震災被災者の要望に応え、『男はつらいよ 寅次郎紅の花』の神戸ロケ実施[2]。
- 11月
  - 東宝映画営業部、興収速報システム導入[2]。留守番電話による手作業だった日報集計を自動化[2]。
  - 11月10日 - 阪急東宝グループ事業委員会インターネット共同利用実験に参加、映画・演劇のPRを行う東宝インターネットホームページ「東宝Webサイト」を開設[2]。
  - 11月16日 - 通産省シネマ活性化研究会発足[2]。
  - 11月22日 - 松竹創業百周年記念式典を東京東銀座・松竹セントラル1にて挙行[2]。
- 12月
  - 12月1日 - 東京・新宿武蔵野館改装オープン[2]。
  - 12月3日 - 東京・日比谷シャンテ合歓の広場でゴジラの銅像除幕式挙行[2]。
  - 12月9日 - 復活ゴジラ完結篇『ゴジラvsデストロイア』（大河原孝夫監督）公開、大ヒット[5]。
  - 12月14日 - 松竹、2000年満期円建転換社債総額100億円の発行を決議[2]。1996年1月11日にイギリス・ロンドンで発行[2]。
  - 12月28日 - 東宝映像事業部、『東宝/映画ポスターギャラリー』を出版[5]。

## 周年
- 創業100周年
  - 松竹

## 日本の映画興行
- 入場料金（大人）
  - 1,800円[6]
  - 映画館・映画別
    - 1,800円（松竹、正月映画『男はつらいよ 拝啓車寅次郎様』）[7]
    - 1,200円（日本ヘラルド、9月公開『君を忘れない』）[4]

  - 1,796円（統計局『小売物価統計調査（動向編） 調査結果』[8] 銘柄符号 9341「映画観覧料」）[9]
- 入場者数 1億2704万人[3]
- 興行収入 1578億6500万円[3]

| 配給会社 | 配給本数 | 年間配給収入  | 概要 |
| 配給会社 | 配給本数 | 前年対比      | 概要 |
| -------- | -------- | ------------- | --- |
| 松竹     | 27       | 41億1322万円  | 松竹の1995年最高稼動番組は『男はつらいよ 拝啓車寅次郎様』/『釣りバカ日誌7』（15.5億円）。それ以外の番組は配給収入10億円の大台に届かなかったが、『トイレの花子さん』（4.5億円）・『EAST MEETS WEST』（4.3億円）・『鬼平犯科帳』（4.5億円）は健闘。                                 |
| 松竹     | 27       | 79.8%         | 松竹の1995年最高稼動番組は『男はつらいよ 拝啓車寅次郎様』/『釣りバカ日誌7』（15.5億円）。それ以外の番組は配給収入10億円の大台に届かなかったが、『トイレの花子さん』（4.5億円）・『EAST MEETS WEST』（4.3億円）・『鬼平犯科帳』（4.5億円）は健闘。                                 |
| 東宝     | 21       | 113億8156万円 | 11年連続の年間配給収入100億円突破。配給収入10億円の大台突破の5番組『耳をすませば』（18.5億円）、『ゴジラvsスペースゴジラ』（16.5億円）、『学校の怪談』（15億円）、『ドラえもん のび太の創世日記』（13億円）、『家なき子』（10.5億円）が記録更新を助けた。                         |
| 東宝     | 21       | 95.3%         | 11年連続の年間配給収入100億円突破。配給収入10億円の大台突破の5番組『耳をすませば』（18.5億円）、『ゴジラvsスペースゴジラ』（16.5億円）、『学校の怪談』（15億円）、『ドラえもん のび太の創世日記』（13億円）、『家なき子』（10.5億円）が記録更新を助けた。                         |
| 東映     | 26       | 64億496万円   | 『'95春東映アニメフェア』（12.7億円）、正月番組の『劇場版美少女戦士セーラームーンS』ほか（10.5億円）、『きけ、わだつみの声 Last Friends』（10.1億円）、『藏』（10億円）が10億円の大台を突破した。しかし、前年は大台を突破した『'95夏東映アニメフェア』（8.5億円）は届かなかった。 |
| 東映     | 26       | 91.2%         | 『'95春東映アニメフェア』（12.7億円）、正月番組の『劇場版美少女戦士セーラームーンS』ほか（10.5億円）、『きけ、わだつみの声 Last Friends』（10.1億円）、『藏』（10億円）が10億円の大台を突破した。しかし、前年は大台を突破した『'95夏東映アニメフェア』（8.5億円）は届かなかった。 |

出典:「1995年日本映画・外国映画業界総決算」『キネマ旬報』1996年（平成8年）2月下旬号、キネマ旬報社、1996年、159 - 160頁。

## 各国ランキング

### 日本配給収入ランキング
| 順位 | 題名                                      | 制作国         | 配給                  | 配給収入 |
| ---- | ----------------------------------------- | -------------- | --------------------- | -------- |
| 1    | ダイ・ハード3                             | アメリカ合衆国 | 20世紀FOX             | 48.0億円 |
| 2    | スピード                                  | アメリカ合衆国 | 20世紀FOX             | 45.0億円 |
| 3    | フォレスト・ガンプ/一期一会               | アメリカ合衆国 | UIP                   | 38.7億円 |
| 4    | マディソン郡の橋                          | アメリカ合衆国 | ワーナー・ブラザース  | 23.0億円 |
| 5    | ウォーターワールド                        | アメリカ合衆国 | UIP                   | 21.0億円 |
| 6    | アポロ13                                  | アメリカ合衆国 | UIP                   | 20.0億円 |
| 7    | 耳をすませば                              | 日本           | 東宝                  | 18.5億円 |
| 8    | マスク                                    | アメリカ合衆国 | ヒューマックス/ギャガ | 18.0億円 |
| 8    | アウトブレイク                            | アメリカ合衆国 | ワーナー・ブラザース  | 18.0億円 |
| 10   | ゴジラvsスペースゴジラ                    | 日本           | 東宝                  | 16.5億円 |
| 11   | 男はつらいよ 拝啓車寅次郎様 釣りバカ日誌7 | 日本           | 松竹                  | 15.5億円 |

出典:#8(2)『アウト・ブレイク』出典:『キネマ旬報ベストテン90回全史1924-2016』キネマ旬報社、<キネマ旬報ムック>それ以外の出典:1995年配給収入10億円以上番組 - 日本映画製作者連盟
| 順位 | 題名                        | 製作国                                       | 配給                      | 配給収入 | 備考     |
| ---- | --------------------------- | -------------------------------------------- | ------------------------- | -------- | -------- |
| 1    | ダイ・ハード3               | アメリカ合衆国の旗                           | 20世紀FOX                 | 48.0億円 |          |
| 2    | スピード                    | アメリカ合衆国の旗                           | 20世紀FOX                 | 45.0億円 |          |
| 3    | フォレスト・ガンプ/一期一会 | アメリカ合衆国の旗                           | UIP                       | 38.7億円 |          |
| 4    | マディソン郡の橋            | アメリカ合衆国の旗                           | ワーナー・ブラザース      | 23.0億円 |          |
| 5    | ウォーターワールド          | アメリカ合衆国の旗                           | UIP                       | 21.0億円 |          |
| 6    | アポロ13                    | アメリカ合衆国の旗                           | UIP                       | 20.0億円 |          |
| 7    | マスク                      | アメリカ合衆国の旗                           | ヒューマックス / ギャガ   | 18.0億円 |          |
| 7    | アウトブレイク              | アメリカ合衆国の旗                           | ワーナー・ブラザース      | 18.0億円 | [ 注 1 ] |
| 9    | フランケンシュタイン        | イギリスの旗 · アメリカ合衆国の旗 · 日本の旗 | トライスター ピクチャーズ | 10.5億円 |          |
| 10   | キャスパー                  | アメリカ合衆国の旗                           | ユニバーサル映画 / UIP    | 09.0億円 | [ 11 ]   |
| 10   | 今そこにある危機            | アメリカ合衆国                               | パラマウント映画          | 9.0億円  |          |

1. 7『アウトブレイク』,#10(1)『キャスパー』の出典:『キネマ旬報ベスト・テン85回全史 1924-2011』キネマ旬報社〈キネマ旬報ムック〉、2012年5月、544頁。ISBN 978-4873767550。
2. 10(2)『今そこにある危機』キネマ旬報1996年2月下旬号総決算。

上記以外の出典:1995年配給収入10億円以上番組 - 日本映画製作者連盟

### 全世界興行収入ランキング
| 順位 | 題名                      | スタジオ                         | 興行収入     |
| ---- | ------------------------- | -------------------------------- | ------------ |
| 1    | ダイ・ハード3             | 20世紀フォックス                 | $366,101,666 |
| 2    | トイ・ストーリー          | ブエナ・ビスタ・ピクチャーズ     | $361,958,736 |
| 3    | アポロ13                  | ユニバーサル・スタジオ           | $355,237,933 |
| 4    | 007/ゴールデンアイ        | メトロ・ゴールドウィン・メイヤー | $352,194,034 |
| 5    | ポカホンタス              | ブエナ・ビスタ・ピクチャーズ     | $346,079,773 |
| 6    | バットマン フォーエヴァー | ワーナー・ブラザース             | $336,529,144 |
| 7    | セブン                    | ニュー・ライン・シネマ           | $327,311,859 |
| 8    | キャスパー                | ユニバーサル・スタジオ           | $287,928,194 |
| 9    | ウォーターワールド        | ユニバーサル・スタジオ           | $264,218,220 |
| 10   | ジュマンジ                | コロンビア ピクチャーズ          | $262,797,249 |

出典:“1995 Worldwide Box Office Results”.  Box Office Mojo. 2015年12月18日閲覧。

### 北米興行収入ランキング
| 順位 | 題名                      | スタジオ                   | 興行収入     |
| ---- | ------------------------- | -------------------------- | ------------ |
| 1.   | トイ・ストーリー          | ディズニー/ピクサー        | $191,796,233 |
| 2.   | バットマン フォーエヴァー | ワーナー・ブラザース       | $184,031,112 |
| 3.   | アポロ13                  | ユニバーサル               | $172,071,312 |
| 4.   | ポカホンタス              | ディズニー                 | $141,579,773 |
| 5.   | エース・ベンチュラ        | ワーナー・ブラザース       | $108,385,533 |
| 6.   | 007/ゴールデンアイ        | ユナイテッド・アーティスツ | $106,429,941 |
| 7.   | ジュマンジ                | トライスター               | $100,475,249 |
| 8.   | キャスパー                | ユニバーサル               | $100,328,194 |
| 9.   | セブン                    | ニューラインシネマ         | $100,125,643 |
| 10.  | ダイ・ハード3             | 20世紀FOX                  | $100,012,499 |

出典: “1995 Domestic Yearly Box Office Results”.  Box Office Mojo. 2015年12月25日閲覧。

### フランス観客動員数ランキング
1. Les Trois Frères（フランス語版）
2. Les Anges gardiens（フランス語版）
3. ポカホンタス
4. Le bonheur est dans le pré（フランス語版）
5. Gazon maudit（フランス語版）
6. 007/ゴールデンアイ
7. ダイ・ハード3
8. 101
9. スターゲイト
10. Élisa（フランス語版）

出典:“FRANCE 1995 - BOX OFFICE STORY”.   boxofficestory. 2016年1月20日閲覧。

## 日本公開映画
1995年の日本公開映画を参照。

## 受賞
- 第68回アカデミー賞
  - 作品賞 - 『ブレイブハート』
  - 監督賞 - メル・ギブソン（『ブレイブハート』）
  - 主演男優賞 - ニコラス・ケイジ（『リービング・ラスベガス』）
  - 主演女優賞 - スーザン・サランドン（『デッドマン・ウォーキング』）

- 第53回ゴールデングローブ賞
  - 作品賞 (ドラマ部門) - 『いつか晴れた日に』
  - 主演女優賞 (ドラマ部門) - シャロン・ストーン（『カジノ』）
  - 主演男優賞 (ドラマ部門) - ニコラス・ケイジ（『リービング・ラスベガス』）
  - 作品賞 (ミュージカル・コメディ部門) - 『ベイブ』
  - 主演女優賞 (ミュージカル・コメディ部門) - ニコール・キッドマン（『誘う女』）
  - 主演男優賞 (ミュージカル・コメディ部門) - ジョン・トラボルタ（『ゲット・ショーティ』）
  - 監督賞 - メル・ギブソン（『ブレイブハート』）

- 第61回ニューヨーク映画批評家協会賞 - 『リービング・ラスベガス』

- 第48回カンヌ国際映画祭
  - パルム・ドール - 『アンダーグラウンド』（エミール・クストリッツァ）
  - 監督賞 - マチュー・カソヴィッツ（『憎しみ』）
  - 男優賞 - ジョナサン・プライス（『キャリントン』）
  - 女優賞 - ヘレン・ミレン（『英国万歳!』）

- 第52回ヴェネツィア国際映画祭
  - 金獅子賞 - 『シクロ』（トラン・アン・ユン）

- 第45回ベルリン国際映画祭
  - 金熊賞 - 『ひとりぼっちの狩人たち』（ベルトラン・タヴェルニエ）

- 第19回日本アカデミー賞
  - 最優秀作品賞 - 『午後の遺言状』（新藤兼人）
  - 最優秀主演男優賞 - 三國連太郎（『三たびの海峡』）
  - 最優秀主演女優賞 - 浅野ゆう子（『藏』）

- 第38回ブルーリボン賞
  - 作品賞 - 『午後の遺言状』
  - 主演男優賞 - 真田広之（『写楽』『EAST MEETS WEST』『緊急呼出し エマージェンシー・コール』）
  - 主演女優賞 - 中山美穂（『Love Letter』）
  - 監督賞 - 金子修介（『ガメラ 大怪獣空中決戦』）

- 第69回キネマ旬報ベスト・テン
  - 外国映画第1位 - 『ショーシャンクの空に』
  - 日本映画第1位 -  『午後の遺言状』

- 第50回毎日映画コンクール
  - 日本映画大賞 -『午後の遺言状』

## 死去
| 日付 | 日付 | 名前                       | 国籍                                  | 年齢 | 職業                             |
| 1月  | 12日 | 入江たか子                 | 日本の旗                              | 83   | 女優                             |
| 1月  | 20日 | 金子信雄                   | 日本の旗                              | 71   | 俳優                             |
| 2月  | 2日  | ドナルド・プレザンス       | イギリスの旗                          | 75   | 俳優                             |
| 2月  | 21日 | ロバート・ボルト           | イギリスの旗                          | 70   | 劇作家                           |
| 2月  | 22日 | エド・フランダース         | アメリカ合衆国の旗                    | 60   | 俳優                             |
| 2月  | 25日 | 城達也                     | 日本の旗                              | 63   | 俳優、声優、                     |
| 2月  | 28日 | 籏野義文                   | 日本の旗                              | 58   | アニメプロデューサー             |
| 3月  | 8日  | 五味川純平                 | 日本の旗                              | 78   | 小説家                           |
| 3月  | 12日 | 西村俊一                   | 日本の旗                              | 66   | プロデューサー                   |
| 3月  | 17日 | 大林梅子                   | 日本の旗                              | 87   | 女優                             |
| 3月  | 19日 | 山田康雄                   | 日本の旗                              | 62   | 声優                             |
| 4月  | 11日 | 寄山弘                     | 日本の旗                              | 85   | 俳優・声優                       |
| 4月  | 12日 | フィリップ・H・ラスロップ  | アメリカ合衆国の旗                    | 82   | 撮影監督                         |
| 4月  | 14日 | バール・アイヴス           | アメリカ合衆国の旗                    | 85   | 歌手・俳優                       |
| 4月  | 25日 | ジンジャー・ロジャース     | アメリカ合衆国の旗                    | 83   | 女優                             |
| 5月  | 14日 | 伊沢一郎                   | 日本の旗                              | 83   | 俳優                             |
| 5月  | 16日 | ロラ・フローレス           | スペインの旗                          | 72   | 歌手・ダンサー・女優             |
| 5月  | 18日 | エリザベス・モンゴメリー   | アメリカ合衆国の旗                    | 62   | 女優                             |
| 5月  | 18日 | アレクサンドル・ゴドゥノフ | ソビエト連邦の旗 · アメリカ合衆国の旗 | 45   | ダンサー・俳優                   |
| 6月  | 2日  | 宮内幸平                   | 日本の旗                              | 65   | 声優                             |
| 6月  | 11日 | 円谷皐                     | 日本の旗                              | 60   | 円谷プロダクション代表取締役社長 |
| 6月  | 21日 | 浜村純                     | 日本の旗                              | 89   | 俳優                             |
| 6月  | 29日 | ラナ・ターナー             | アメリカ合衆国の旗                    | 74   | 女優                             |
| 7月  | 1日  | ウルフマン・ジャック       | アメリカ合衆国の旗                    | 57   | ラジオDJ、俳優                   |
| 7月  | 4日  | エヴァ・ガボール           | ハンガリーの旗 · アメリカ合衆国の旗   | 76   | 女優                             |
| 7月  | 13日 | マッティ・ペロンパー       | フィンランドの旗                      | 44   | 俳優                             |
| 7月  | 17日 | ハリー・ガーディノ         | アメリカ合衆国の旗                    | 69   | 俳優                             |
| 8月  | 3日  | アイダ・ルピノ             | イギリスの旗                          | 77   | 女優・映画監督                   |
| 8月  | 21日 | ナンニ・ロイ               | イタリアの旗                          | 69   | 映画監督                         |
| 8月  | 26日 | 斎藤隆                     | 日本の旗                              | 66   | 声優                             |
| 8月  | 29日 | エンリケ・カレラス         | ペルーの旗 · アルゼンチンの旗         | 70   | 映画監督                         |
| 9月  | 10日 | デレク・メディングス       | イギリスの旗                          | 64   | 特殊効果・視覚効果監督           |
| 9月  | 12日 | ジェレミー・ブレット       | イギリスの旗                          | 61   | 俳優                             |
| 9月  | 14日 | 岡田英次                   | 日本の旗                              | 75   | 俳優                             |
| 9月  | 18日 | 宮口二郎                   | 日本の旗                              | 55   | 俳優                             |
| 9月  | 25日 | 及川ヒロオ                 | 日本の旗                              | 60   | 声優                             |
| 9月  | 25日 | 富山敬                     | 日本の旗                              | 56   | 声優                             |
| 10月 | 3日  | 松本克平                   | 日本の旗                              | 90   | 俳優                             |
| 10月 | 13日 | マイケル・ラー             | アメリカ合衆国の旗                    | 83   | アニメーター                     |
| 10月 | 20日 | メアリー・ウィックス       | アメリカ合衆国の旗                    | 85   | 女優                             |
| 10月 | 25日 | ヴィヴェカ・リンドフォース | スウェーデンの旗                      | 85   | 女優                             |
| 11月 | 9日  | ロバート・O・クック        | アメリカ合衆国の旗                    | 92   | 録音技師                         |
| 11月 | 23日 | ルイ・マル                 | フランスの旗                          | 63   | 映画監督                         |
| 12月 | 4日  | ロバート・パリッシュ       | アメリカ合衆国の旗                    | 79   | 映画監督                         |
| 12月 | 9日  | 逸見稔                     | 日本の旗                              | 62   | プロデューサー                   |
| 12月 | 22日 | 川谷拓三                   | 日本の旗                              | 54   | 俳優                             |
| 12月 | 25日 | ディーン・マーティン       | アメリカ合衆国の旗                    | 78   | 俳優                             |